# La fuga di Eddie Macon
La fuga di Eddie Macon (Eddie Macon's Run) è un film del 1983 diretto da Jeff Kanew.
È un film d'azione statunitense con Kirk Douglas, John Schneider e Lee Purcell. È basato su un romanzo di James McLendon.

## Trama
Eddie Macon è stato ingiustamente condannato per un crimine. Durante un rodeo organizzato nel carcere di Huntsville, nel Texas, fugge e si dirige verso il confine, nella speranza di raggiungere la sua famiglia in Messico. Carl 'Buster' Marzack, un poliziotto, si mette all'inseguimento di Eddie, deciso a rimetterlo in prigione. Eddie, dopo un lungo cammino, finisce nei boschi, dove viene quasi ucciso. Incontra Jilly Buck, una ricca ragazza annoiata che accetta di aiutarlo perché è "solo un noioso mercoledì".

## Produzione
Il film, diretto e sceneggiato da Jeff Kanew su un soggetto di James McLendon, fu prodotto da Martin Bregman e Louis A. Stroller per la Universal Pictures e girato a Laredo nel Texas dal 12 aprile 1982.

## Distribuzione
Il film fu distribuito con il titolo Eddie Macon's Run negli Stati Uniti dal 23 marzo 1983 al cinema dalla Universal Pictures.
Alcune delle uscite internazionali sono state:
- in Francia il 3 agosto 1983 (Un flic aux trousses)
- in Australia il 22 settembre 1983
- in Svezia il 4 novembre 1983 (Eddie Macons flykt)
- nelle Filippine il 23 novembre 1983
- in Danimarca il 25 novembre 1983 (Med strømeren i hælene)
- in Finlandia il 28 settembre 1984 (Kova kovaa vastaan)
- in Germania Ovest il 24 gennaio 1987 (Eddie Macons Flucht)
- in Ungheria (A szökés - Eddie Macon futása)
- in Grecia (Apodrasi sto Mexiko)
- in Brasile (Caçada Impiedosa)
- in Argentina (Eddie Macon, fugitivo)
- in Spagna (La fuga de Eddie Macon)
- in Polonia (Ucieczka Eddiego Macona)
- in Italia (La fuga di Eddie Macon)

## Promozione
La tagline è: "Eddie Macon is running from a nightmare... running to a dream... and running for his life.".

## Accoglienza
Secondo il Morandini è un "film d'inseguimento automobilistico che ha nerbo e grinta". Secondo Leonard Maltin è un "film con alti e bassi, corse e incidenti in auto".